# Joseph Nelis
Joseph Nelis (1 april 1917 - 12 april 1994) was een Belgische voetballer. Nelis was een aanvaller.

## Biografie
Nelis begon z'n carrière bij Berchem Sport en stapte in 1939 over naar Union Saint-Gilloise, waar hij in 1943 z'n carrière afsloot.
Nelis werd opgeroepen voor het WK 1938 in Frankrijk, maar kwam er niet in actie. Zijn enige twee interlands speelde hij in 1940. In die twee interlands maakte hij twee doelpunten.